# Le Parc (álbum)
Le Parc es el decimocuarto álbum de estudio del grupo alemán de música electrónica Tangerine Dream. Publicado en 1985 por Jive Records conceptualmente es un disco que describe musicalmente otros tantos jardines o parques de diferentes partes y países del mundo. Destaca por ser el último disco de estudio que contaría con la participación de Johannes Schmoelling.
Dave Connolly en AllMusic incide en el hecho de que "la banda aún es capaz de ofrecer música electrónica atractiva pero Le Parc funciona en un nivel más inmediato que valora la gratificación rápida sobre el estudio introspectivo".

## Producción
Grabado entre enero y febrero de 1985 en estudios de Berlín, Viena y Londres, con este álbum la banda abandonó su clásico concepto de largos y únicos temas por cada cara del disco de vinilo, optando por temas de duración más breve. También se caracteriza por la inclusión de voces algo poco frecuente en la trayectoria de Tangerine Dream y mostrado en un reducido número de álbumes como Cyclone (1978), Tyger (1987), Inferno (2002) o Under Cover - Chapter One (2010). Estilísticamente es un disco compuesto por nueve canciones instrumentales de carácter accesible. Entre su listado de temas se encuentra la canción que sirvió como banda sonora para la serie de televisión Street Hawk.

"Considero que nuestras composiciones son música para viajes, música de aventuras, muchas de las cuales se han inspirado en los lugares que hemos visitado a lo largo de los años."
Edgar Froese (1985) 

Además de la participación de Franke, Froese y Schmoelling también contó con la colaboración de varios músicos de estudio. Y, desde Cyclone (1978), volvieron a incluir voces algo que no es excepcional pero sí poco frecuente en la trayectoria de Tangerine Dream: Katja Braneis y, de manera más destacada, Clare Torry quien participara en el tema «The Great Gig in the Sky» de The Dark Side Of The Moon de Pink Floyd.

"Tangerine Dream es como la respiración: los primeros 12 o 13 años estábamos espirando y la otra década inspirando. El concepto sencillo es como la relación entre el mundo interno y externo."
Edgar Froese (1985) 

El álbum obtuvo una positiva recepción crítica lo que no impidió que Johannes Schmoelling abandonara la formación en octubre de 1985 para afrontar nuevos proyectos: la edición de su primer álbum en solitario Wuivend Riet con el sello Erdenklang y la construcción de su propio estudio en el bohemio distrito Kreuzberg de Berlín. Christopher Franke y Edgar Froese por su parte contrataron como nuevo integrante del grupo a Paul Haslinger, otro versátil compositor y teclista formado en la Academia de la Música de Viena para su siguiente álbum Underwater Sunlight (1986).

## Lista de temas
| N.º   | Título                                | Escritor(es)                                         | Duración |  |
| 1.    | «Bois De Boulogne (Paris)»            | Christopher Franke Edgar Froese Johannes Schmoelling | 5:07     |  |
| 2.    | «Central Park (New York)»             | Christopher Franke Edgar Froese Johannes Schmoelling | 3:37     |  |
| 3.    | «Gaudi Park (Guell Garden Barcelona)» | Christopher Franke Edgar Froese Johannes Schmoelling | 5:10     |  |
| 4.    | «Tiergarten (Berlin)»                 | Christopher Franke Edgar Froese Johannes Schmoelling | 4:28     |  |
| 5.    | «Zen Garden (Ryoanji Temple Kyoto)»   | Christopher Franke Edgar Froese Johannes Schmoelling | 3:07     |  |
| 6.    | «Le Parc (L.A. - Streethawk)»         | Christopher Franke Edgar Froese Johannes Schmoelling | 2:56     |  |
| 7.    | «Hyde Park (London)»                  | Christopher Franke Edgar Froese Johannes Schmoelling | 3:50     |  |
| 8.    | «The Cliffs Of Sydney (Sydney)»       | Christopher Franke Edgar Froese Johannes Schmoelling | 5:20     |  |
| 9.    | «Yellowstone Park (Rocky Mountains)»  | Christopher Franke Edgar Froese Johannes Schmoelling | 6:10     |  |
| 39:45 |                                       |                                                      |          |  |

## Personal
- Christopher Franke - interpretación, producción e ingeniería de sonido
- Edgar Froese - interpretación, producción e ingeniería de sonido
- Johannes Schmoelling - interpretación, producción e ingeniería de sonido
- Clare Torry - voces en «Yellowstone Park (Rocky Mountains)»
- Katja Brauneis - voces en «Zen Garden (Ryoanji Temple Kyoto)»
- Robert Kastler - trompetas en «Bois de Boulogne (Paris)»
- Christian Gstettner - programaciones
- Steffan Hartmann - programaciones
- Monique Froese - fotografía y diseño gráfico